# Chen Ming
Chen Ming (1908 – 1996) è stato uno scrittore cinese.
Ha descritto nella sua opera Nubi nere s'addensano l'esperienza condotta nel Laogai nei confronti suoi e di decine di milioni di suoi compatrioti dal Governo Comunista Cinese nel corso del XX secolo.
L'opera autobiografica è stata pubblicata in Francia nel 2003 e tradotta in Italia nel 2006. Il documento, testimonianza di inestimabile valore del secolo passato, è tutt'oggi censurato in Cina.